# Stan Wicks
Stan Maurice Wicks (født 11. juli 1928, død 20. februar 1983) var en engelsk fodboldspiller (centerhalf).
Wicks startede sin karriere hos Reading F.C. i sin fødeby, inden han i 1954 skiftede til Chelsea F.C. i London. Hos Chelsea var han i 1955 med til at vinde det engelske mesterskab, klubbens første mesterskab nogensinde.
I 1983 døde Wicks af kræft i en alder af 55 år.

## Titler
Engelsk mesterskab
- 1955 med Chelsea